# Zewnątrzoponowe nastrzyknięcie krwi własnej
Zewnątrzoponowe nastrzyknięcie krwi własnej (ang. epidural blood patch, EBP) – zabieg leczniczy stosowany w przypadku leczenia zespołu popunkcyjnego, polegający na podaniu zewnątrzoponowo krwi własnej pacjenta.

## Technika wykonania
Po jałowym pobraniu 10-30 ml krwi żylnej wstrzykuje się ją zewnątrzoponowo w przestrzeń, w której było wykonane uprzednio nakłucie lędźwiowe lub jedną przestrzeń niżej. Krew pobiera się do strzykawki bez antykoagulantu.
Nie jest jasny mechanizm działania tej procedury, ale uważana jest ona za najskuteczniejszą w przypadkach leczenia zespołu popunkcyjnego. Jest ona zalecana w przypadkach utrzymywania się objawów zespołu powyżej 1 tygodnia. Jego korzystny wpływ jest prawdopodobnie spowodowany uciskiem krwiaka na worek oponowy i zablokowaniem wypływu płynu mózgowo-rdzeniowego przez skrzep lub wytworzenie miejscowego odczynu zapalnego i przyspieszenie gojenia się ubytku.